# Concerto de residência

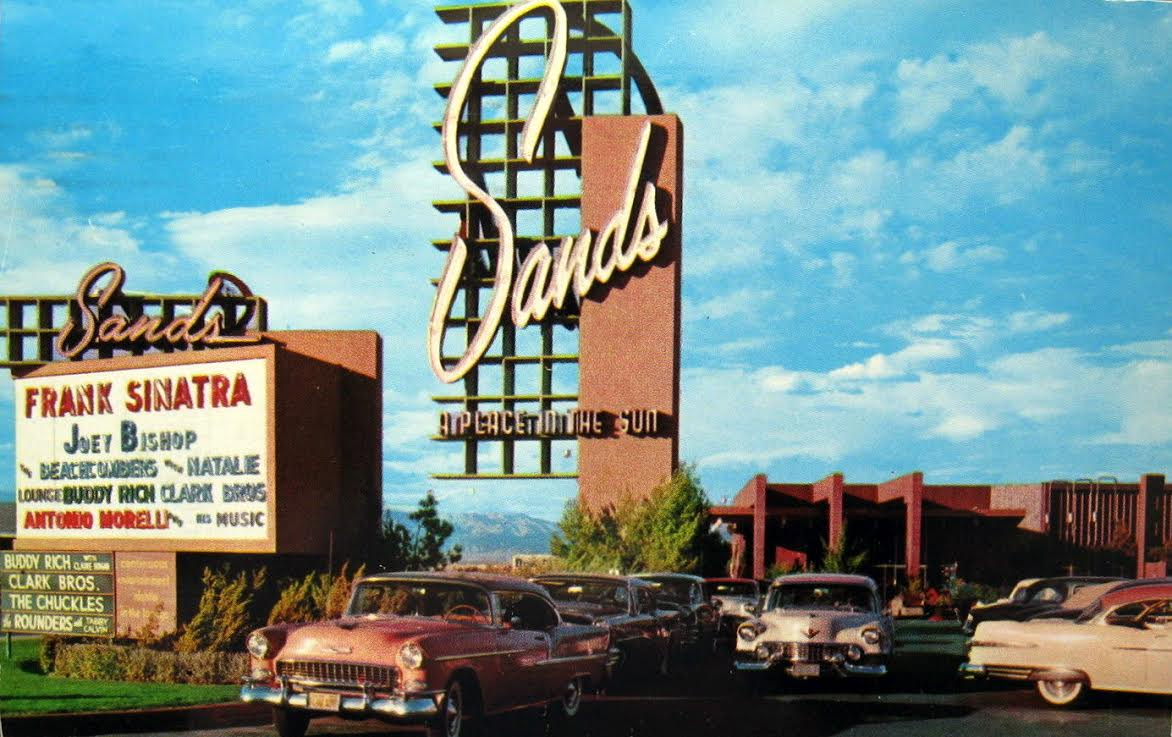
Sands Hotel and Casino (1959), local onde Frank Sinatra foi intérprete residente.

Um concerto de residência (também conhecido como simplesmente residência) é uma série de concertos, semelhante a uma digressão, mas realizado apenas num local, normalmente em teatros, casinos e hotéis. Um artista que realize este tipo de evento é chamado de intérprete residente. Este tipo de apresentações tem sido o marco da Las Vegas Strip por décadas, sendo que o cantor e pianista Liberace, nos anos 1940, e Frank Sinatra com Rat Pack, nos anos 1950, foram pioneiros.
De acordo com a revista Billboard, A New Day..., de Celine Dion, é o espetáculo mais bem sucedido de todos os tempos dentro do género, arrecadando mais de 385 milhões de dólares (454.39 milhões em 2017) e com quase três milhões de pessoas assistiram aos 717 concertos. Este sucesso comercial foi creditado como a revitalização das residências de Las Vegas, que sempre foi conhecido como um lugar onde os cantores atuam quando as suas carreiras estão em declínio.